# Mahmoud Hessabi
 (septembre 2017).
Sayyed Mahmoud Hessabi (en langue Persan سید محمود حسابی - autres orthographes: Mahmoud Hessabi) (23 février 1903, Téhéran - 3 septembre 1992, Genève) est un  scientifique iranien, chercheur et professeur à l'université de Téhéran. Il est diplômé de l'École supérieure d'électricité (Supelec, promotion 1925). Au cours du congrès en l'honneur des « 60 ans de la physique en Iran », les services qu'il a rendus ont été célébrés, et il a été dénommé « le père de la physique moderne en Iran ».
C'était le seul étudiant et ami iranien de Albert Einstein.

## Langues
Mahmoud Hessabi parlait couramment cinq langues : le persan, le français, l'anglais, l'allemand et l'arabe. Il était aussi familier avec le sanskrit, le latin, l grec, le parthe, l'avestique, le turc et l'italien, qu'il a utilisé pour des études étymologique.

## Musée du docteur Hessabi
Le musée du docteur Hessabi rassemble quelques-uns de ses effets personnels, ainsi que ses communications avec diverses personnalités du monde culturel scientifique.
Le musée a été créé par sa famille, des collègues et des étudiants afin de valoriser ses 60 années d'activités scientifiques, éducatives et culturelles, et de donner l'exemple aux jeunes générations iraniennes, les étudiants en particulier, d'un scientifique contemporain actif, de sa réussite, malgré une enfance difficile, de sa contribution aux progrès de son pays par la création de nombreux centres scientifiques, industriels, culturels et de recherche en Iran, parmi lesquelles l'université de Téhéran, la première université moderne dans le pays.
Le musée est situé dans sa maison personnelle, au nord de Téhéran. La visite est gratuite.

## La Fondation du docteur Hessabi
La Fondation du docteur Hessabi a été créé afin de poursuivre les différents aspects de son travail. Elle répond à sa conviction que donner la priorité à la recherche et les chercheurs est la base du progrès scientifique et industriel d'un pays.

## Famille
La famille Hessabi fait partie de l'élite musulmane d'Iran. Une des avenues de la capitale est à son nom, menant a une place avec une statue de Dr. Hessabi. Mahmoud Hessabi a eu un fils et une fille. Son fils, diplômé en ingénierie, est responsable de l'Institut du docteur Hessabi (2015). Aujourd'hui, la majorité de la famille est installée en dehors d'Iran, notamment à la suite de la révolution islamique de 1979.

## Réalisations
Selon l'Institut Dr Hessabi, voici quelques-unes de ses réalisations :
- fondateur de l'école d'ingénierie de la route. Il y enseigne à partir de 1928 ;
- enquête et le premier projet de route du littoral entre le golfe Persique et les ports ;
- création du « collège des enseignants ». Il y enseigne à partir de 1928 ;
- construction de la première radio-set en Iran (1928) ;
- construction de la première station météo en 1931 ;
- installation et mise en fonctionnement du premier centre de radiologie en Iran en 1931 ;
- calcul et réglage de l'heure iranienne (1932) ;
- création du premier hôpital privé en Iran (Goharshad Hôpital) en 1933 ;
- fondateur de l'université de Téhéran (1934) ;
- fondateur de l'école d'ingénierie en 1934 ; doyen de l'école jusqu'en 1936 et enseignant ensuite ;
- création de la Faculté des sciences et doyen de 1942 à 1948 ;
- dépossession de la British Petroleum Company pendant le gouvernement du docteur Mossadegh et nommé premier directeur général de la National Iranian Oil Company ;
- ministre de l'Éducation dans le cabinet du docteur Mossadegh de 1951 à 1952 ;
- fondateur du Centre des télécommunications de Assad-Abad à Hamedan (1959) ;
- rédaction de la Charte des normes pour le Institut des normes de l'Iran (1954) ;
- fondateur de l'Institut de géophysique de l'université de Téhéran (1961) ;
- professeur émérite de l'université de Téhéran en 1971 ;
- création du centre de recherche atomique et du réacteur atomique à l'université de Téhéran ;
- création du centre de l'énergie atomique d'Iran, membre de la ONU, sous-comité scientifique de l'utilisation pacifique de l'espace membre du Comité international (1981) ;
- mise en place du comité iranien de l'Espace et de la recherche et membre du comité spatial international (1981) ;
- mise en place de la société de la musique iranienne et la fondation de l'Académie de la langue persane.

## Prix et distinctions
- Père de la physique iranienne, par la Physical Society de l'Iran.

## Culturel
- Le Dictionnaire Hessaby
- Dictionnaire des noms iraniens
- Articles pour la création de l'Université de Téhéran (1933)
- Traité sur le thème "Notre Voie" (1935)
- Livre de physique pour la première année au lycée (1939
- Procès-verbal de la réunion de la National Academy of Sciences (1947)
- Règles pour l'Université de Téhéran budget (1961)
- La Nouvelle Physique et la philosophie de l'antique Percia (1963)
- Arbre Généalogique de la Famille Hessaby (1967)
- Le pouvoir de la langue persane (1971)
- "Complete Œuvres poétiques du Hessaby", du 17e siècle (1975)
- «Les racines de mots persans" (1989)
- «Termes spécialisés en physique" (1961-1990)
- Dictionnaire du «français-persan verbes Verbes"
- "La manière dont l'histoire iranienne"
- La recherche et l'interprétation de la poésie de Hafez
- La recherche sur le Golestan de Saadi
- Recherche sur la poésie de Baba Taher
- La recherche sur les "Shahnameh" de Ferdowsi
- "En mémoire d'Albert Einstein" à l'occasion de sa mort (1955)